# Oxynitrure
Un oxynitrure est un composé chimique constitué d'oxygène et d'azote non liés entre eux mais liés à d'autres éléments (métaux ou métalloïdes). Certains d'entre eux sont des oxysels dans lesquels un ou plusieurs atomes d'oxygène ont été remplacés par de l'azote. Le rapport oxygène/azote peut ne pas être fixe, et les sites cristallins de ces deux types d'atomes peuvent être interchangeables.

## Préparation
On peut préparer un oxynitrure par chauffage d'un oxyde ou d'un carbonate en présence d'ammoniac (et éventuellement d'hydrogène, qui aide à réduire une partie de l'oxygène). On peut aussi en obtenir, à des températures et pressions plus élevées, par réaction d'un oxyde mixte avec de l'azote. On peut également remplacer l'ammoniac et l'azote par de l'urée ou de la mélamine ; ainsi, l'urée chauffée avec du phosphate de monoammonium donne un oxynitrure de phosphore.